# Francisco Schuster
Francisco Desir Schuster (Haïti, 29 januari 2002) is een Belgische acteur, zanger en danser.

## Biografie
Francisco is oorspronkelijk afkomstig uit Haïti, waar hij na zijn geboorte te vondeling werd gelegd. Toen hij acht maanden oud was, werd hij geadopteerd door een Belgisch gezin en overgebracht naar Antwerpen, waar hij opgroeide. Zijn twee voornamen (Francisco Desir) kreeg hij in Haïti, zijn achternaam (Schuster) van zijn adoptieouders in België.
Francisco Schuster studeerde woordkunst en muziek aan de! Kunsthumaniora Antwerpen. Hij begon zijn loopbaan als achtergronddanser bij Studio 100 en stond onder meer op het podium bij shows van K3 in het Sportpaleis. In 2016 speelde hij de rol van Simon in de musical Kadanza Together van Ketnet en Studio 100.
Tussen 2019 en 2023 was Schuster te zien in de populaire Ketnet-serie #LikeMe, waarin hij het personage Yemi Mwamba vertolkte. Het betekende voor hem de doorbraak naar het grote publiek. In 2021 speelde hij tevens een gastrol in de telenovelle Lisa.
In 2022 volgde Schuster in Los Angeles een workshop dansen bij Dexter Carr, een bekende choreograaf die samenwerkte met Beyoncé en Rihanna. In datzelfde jaar sprak hij de stem in van Lyle in de Vlaamse versie van de animatiefilm Lyle, Lyle Crocodile.
In januari 2023 kwam zijn eerste single Dromen uit, een duet met #LikeMe-collega Lotte De Clerck. Dromen werd geschreven als campagnelied tegen pesten, georganiseerd door de jongerenzender Ketnet. Zijn eerste solosingle Alleen volgde in de zomer van dat jaar en stond tien weken genoteerd in de Vlaamse Ultratop 50.
Borgerhoff & Lamberigts TV maakte begin 2024 een vierdelige documentaireserie over Schuster, getiteld Francisco Desir. In deze docureeks, die uitgezonden werd door de VRT, gaat Schuster op zoek naar zijn Haïtiaanse wortels en zijn biologische ouders. Bij de serie werd ook een boek uitgegeven.
In 2024 speelde Schuster mee in Groeien & Bloeien en scoorde hij met de single Fake news opnieuw een hit in de Vlaamse Top 30. In mei 2025 staat zijn eerste concerttournee gepland.

### Nevenactiviteiten
In het najaar van 2022 was Schuster te zien in de Streamz-reeks Don't Scream van William Boeva. Hij nam het in de eerste aflevering samen met Grace Khuabi op tegen Jens Dendoncker en Jeroen Verdick.
In 2023 nam hij samen met tien andere bekende Vlamingen deel aan Special Forces: Wie durft wint. In december 2024 won Schuster het vierde seizoen van The Masked Singer op VTM als "Labradoodle".

## Discografie
| Single met hitnotering(en) in de Vlaamse Ultratop 50 | Datum van verschijnen | Datum van binnenkomst | Hoogste positie | Aantal weken | Opmerkingen                                      |
| ---------------------------------------------------- | --------------------- | --------------------- | --------------- | ------------ | ------------------------------------------------ |
| Dromen                                               | 2023                  | 18-02-2023            | 31              | 1            | met Lotte De Clerck / Nr. 4 in de Vlaamse Top 30 |
| Alleen                                               | 2023                  | 19-08-2023            | 35              | 10           | Nr. 6 in de Vlaamse Top 30                       |
| Wolken                                               | 2023                  | -                     | -               | -            | Nr. 9 in de Vlaamse Top 30                       |
| Fake news                                            | 2024                  | -                     | -               | -            | Nr. 7 in de Vlaamse Top 30                       |

- MusicBrainz: 156d0211-e0df-42cb-9432-0270bda46d95